# 小田桐あさぎ
小田桐 あさぎ（おだぎり あさぎ、1983年 - ）は、日本の実業家。株式会社アドラブル代表取締役。

## 人物・経歴
北海道生まれ。2010年に株式会社HALTONへ入社。第一子の妊娠をきっかけにブログを開設したところ、月30万PVを達成する。2015年に「魅力覚醒講座」を開講したのをきっかけに2016年に株式会社アドラブルを創業し、「魅力ラボ」と称した女性向けコーチング業を行う。
2021年からドバイに移住し、2人の子どもを育てるかたわらコーチング事業を継続している。
執筆にも関心があり、All Aboutとsaitaに連載を持った経歴がある。

## 著書
- 嫌なこと全部やめたらすごかった（WAVE出版、2018年）
- 「私、ちゃんとしなきゃ」から卒業する本（WAVE出版、2020年）
- 女子とお金のリアル（すばる舍、2023年）

## 掲載実績
- Oggi 2016年6月号
- VERY 2018年11月号